# Mor (titolo)
Mor, pronuncia volgare di Mar (in siriaco classico: ܡܪܝ, trasl. Mār(y), con una lettera jodh muta) è un appellativo riservato a tutti i santi e ai vescovi cristiani, i quali con il rito di consacrazione episcopale acquisiscono il diritto di anteporlo davanti al loro nome di battesimo, diverso da quello episcopale. Il corrispondente titolo onorifico di genere femminile, riservato a tutte le sante, è Mart, volgarizzato anche in Mort (in siriaco classico: ܡܪܬܝ, trasl.: Mārt(y)).
Esempi di utilizzo del titolo onorifico sono: Mar Afrem/Mor Afrem per sant'Efrem il Siro; Mart/Mort Maryam per Maria, la santa Vergine Madre di Dio.
A Gesù Cristo è attribuita la variante Moran (in siriaco: ܡܪܢ, trasl. Māran),o Maran, che letteralmente significa "Nostro Signore". Simmetricamente, Martan (in siriaco: ܡܪܬܢ, trasl. Mārtan, lett. "Nostra Signora"), o  Mortan, è un titolo onorifico riservato a Maria Madre di Dio.

Le varianti di Mor, Marya e Moryo (in Siriaco: ܡܪܝܐ, trasl. Māryā), ricorrono nell'Antico Testamento della Peshitta per tradurre in siriaco il Tetragrammaton ebraico. La parola risultante è foneticamente simile al nome di Maria Vergine. Nei primi lessici siriaci si trova la parola Marya come acronimo di:
- ܡ — ܡܪܘܬܐ, trasl. māruṯā, lett. "signoriua"
- ܪ — ܪܒܘܬܐ, trasl. rabbuṯā, lett. "maestà"
- ܝ ܐ — ܐܝܬܝܐ trasl. iṯyā, lett. "autoesistenza".

Il papa di Roma è chiamato Mar Papa dai cristiani di san Tommaso in India.
Nell'ebraico della Mishnah la parola aramaica [mar] (ebraico: מָר) è usata come un modo formale di rivolgersi o riferirsi a una persona di sesso maschile. Nella Ghemara, il rabbino amoraim del V secolo Tabyomi è chiamato col titolo di Mar. Mar era anche il titolo dell'esilarca, il leader della comunità ebraica della diaspora babilonese,  con gli ebrei di lingua aramaica che condividevano molti elementi culturali con i cristiani siriaci.
Nell'ebraico moderno parlato in Israele, "Mar" è utilizzato indistintamente per qualsiasi persona di sesso maschile, come "Mr." in inglese.  Tuttavia, nei circoli rabbanici delle comunità ebraiche del Medio Oriente, la variante aramaica מָרָן (Maran, in aramaico: il nostro signore) è ancora un titolo da usare per i rabbini più eminenti, come Ovadia Yosef, il leader spirituale del partito Shas.
Eccezionalmente, alcuni patriarchi e catholicoi dell'Oriente cristiano hanno adottato il titolo di Moran (Maran). I Patriarchi della Chiesa ortodossa siriaca di Antiochia e il Catholikòs della Chiesa ortodossa siriaca del Malankara sono arrivati ad avere il titolo di  Moran Mor. In India sono talvolta chiamati Moran Mar mescolando una parola siriaca con una forma dialettale dei cristiani siriaci del Kerala.  

Moran Mor (Moran Mar) unisce l'appellativo onorifico della comunione dei santi (Mor) a quello riservato alla natura umana-divina di Cristo (Moran) e unicamente a Sua madre fra tutti gli altri santi che ne partecipano. In India sono talvolta chiamati Moran Mar unendo una parola siriaca con una forma dialettale dei cristiani siriaci del Kerala.